# Kosorín
Kosorín es un municipio del distrito de Žiar nad Hronom en la región de Banská Bystrica, Eslovaquia, con una población estimada a final del año 2024 de 439 habitantes.
Se encuentra ubicado al noroeste de la región, en el valle del río Hron —un afluente izquierdo del Danubio— y cerca de la frontera con las regiones de Nitra y Trenčín.

## Demografía
| Año        | 1994 | 2004    | 2014    | 2024    |
| ---------- | ---- | ------- | ------- | ------- |
| Población  | 408  | 409     | 425     | 439     |
| Diferencia |      | +0,24 % | +3,91 % | +3,29 % |

| Año        | 2023 | 2024    |
| ---------- | ---- | ------- |
| Población  | 454  | 439     |
| Diferencia |      | −3,30 % |